# Меркі
Меркі (пол. Mierki) — село в Польщі, у гміні Ольштинек Ольштинського повіту Вармінсько-Мазурського воєводства.
Населення — 394 особи (2011).

## Демографія
Демографічна структура станом на 31 березня 2011 року:
|          | Загалом | Допрацездатний вік | Працездатний вік | Постпрацездатний вік |
| -------- | ------- | ------------------ | ---------------- | -------------------- |
| Чоловіки | 202     | 45                 | 145              | 12                   |
| Жінки    | 192     | 45                 | 116              | 31                   |
| Разом    | 394     | 90                 | 261              | 43                   |